# Cheval carrossier

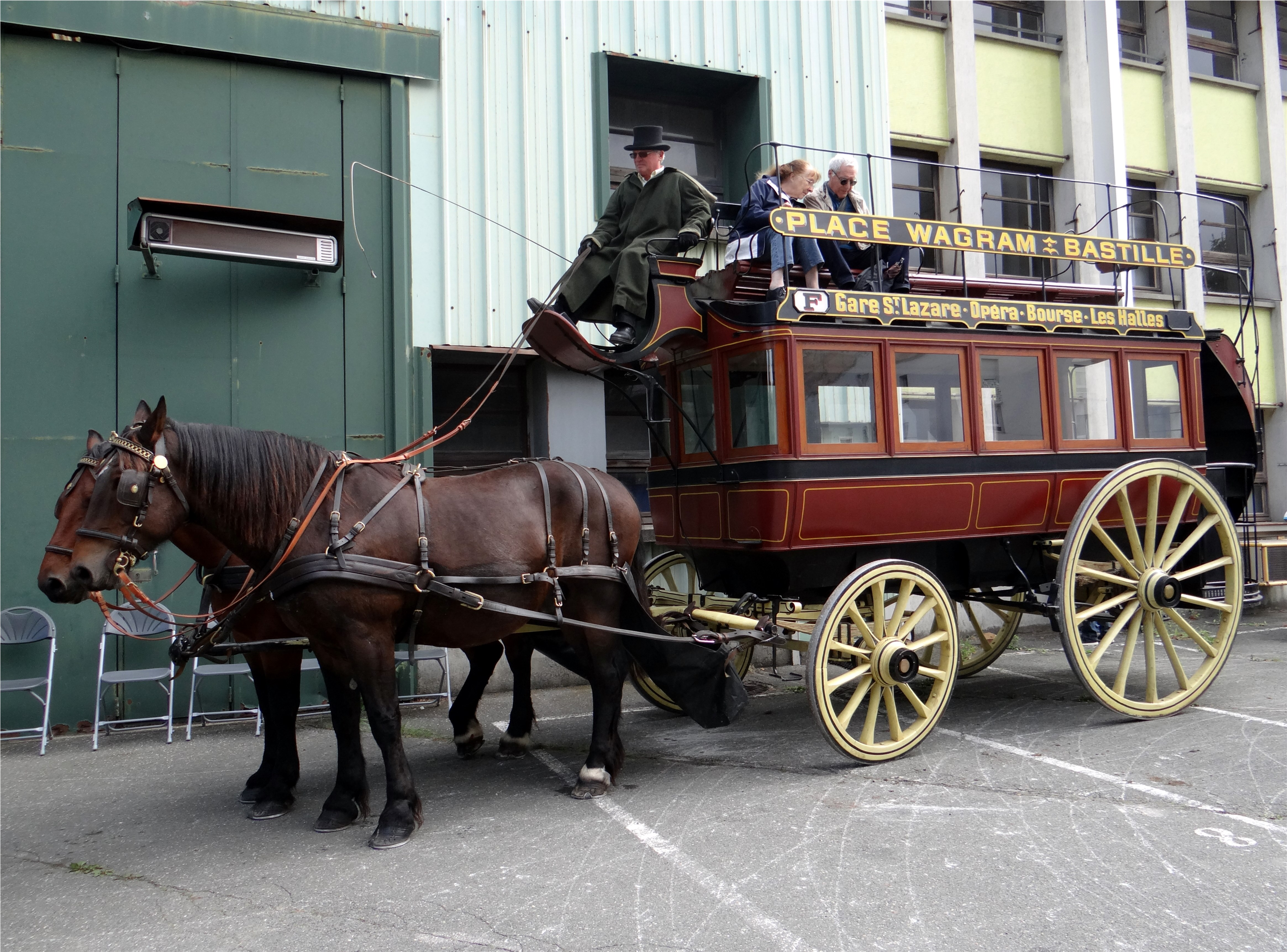
Deux chevaux tractant un omnibus de la CGO lors des Journées du patrimoine, devant le siège de l'AMTUIR à Chelles, en 2015.

Un cheval carrossier est, dans le domaine de la traction hippomobile, un cheval destiné à tracter des véhicules légers pour le transport des personnes, comme des omnibus. Ces chevaux au modèle différent de celui des chevaux de trait employés à l'agriculture et à la traction de très lourdes charrues ont quasiment tous disparu à l'époque actuelle.